# Forte di Sant'Elisabetta (Kropyvnyc'kyj)
Il Forte di Sant'Elisabetta (ucraino: Фортеця Святої Єлисавети, noto anche come "bastioni di terra" tra i residenti locali) è una fortezza di terra nella città di Kropyvnyc'kyj, nel centro geografico dell'Ucraina. É unico in quanto in Europa non esistono più di dieci fortezze di questo tipo.

## Storia

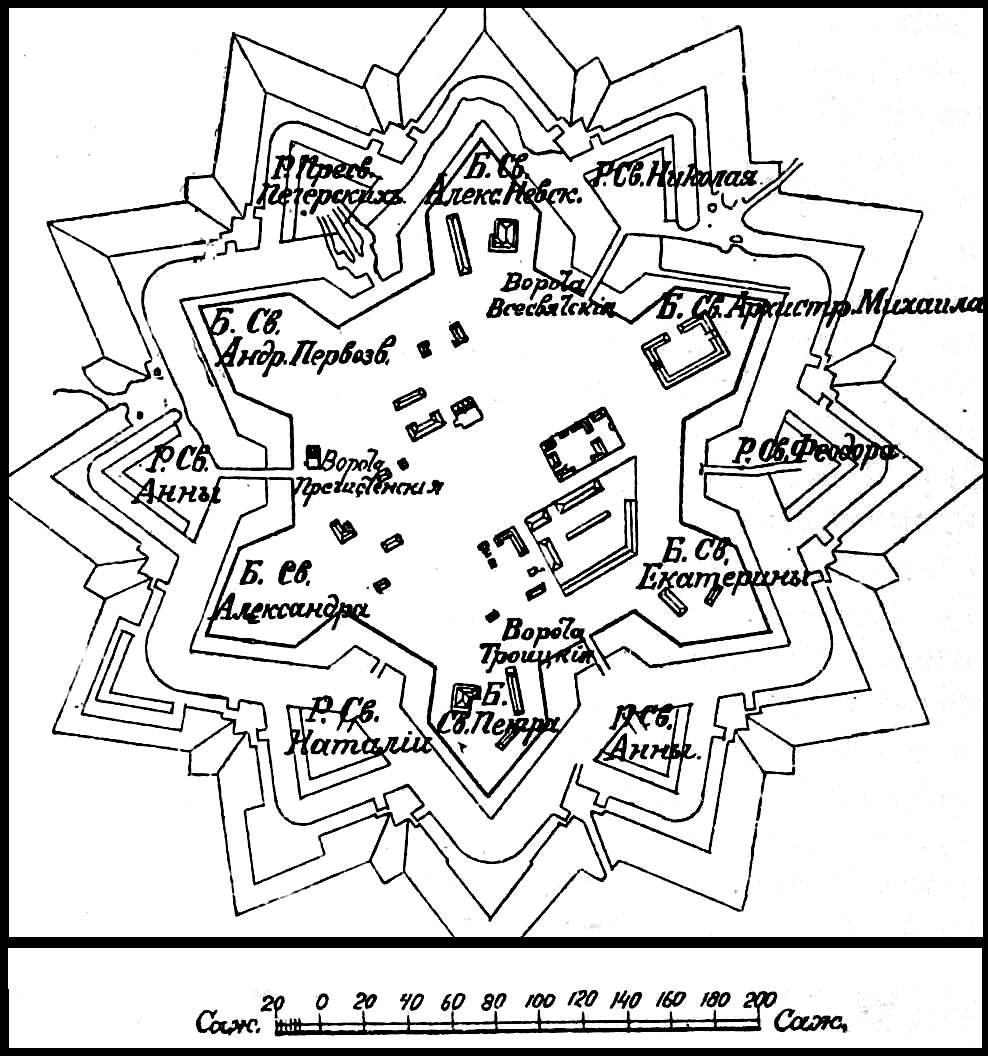
Schema cartografico

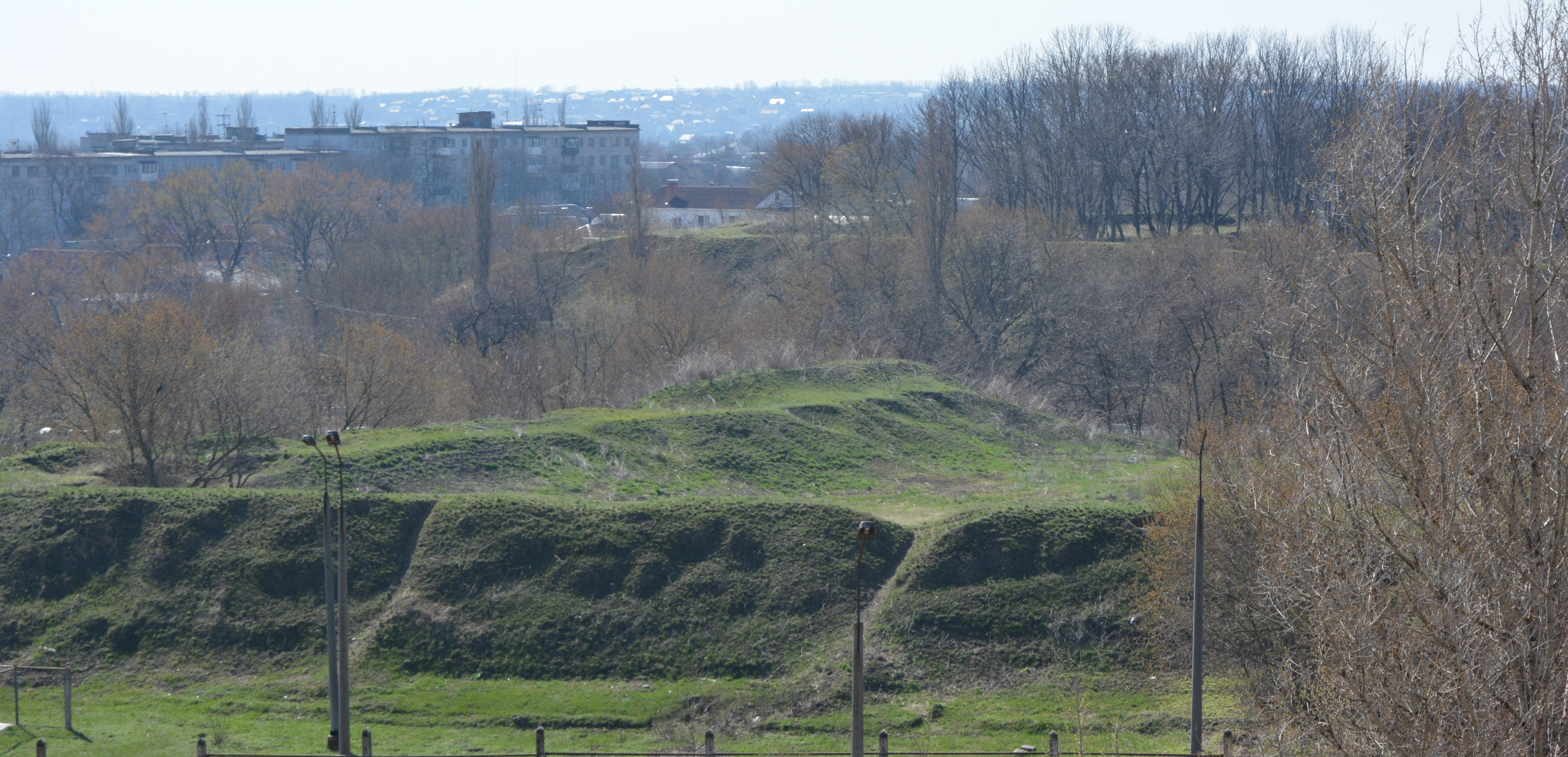
Cumuli di terra

Dopo la formazione della Nuova Serbia sulle terre dei cosacchi ucraini, la fortezza fu creata per proteggere i territori dei coloni serbi dalle incursioni tartare. Il Forte di Sant'Elisabetta fu costruita secondo il decreto del Senato, che creò anche la Nuova Serbia. Il decreto fu firmato dall'imperatrice Elisabetta il 4 gennaio 1752. Sulla base del decreto, al colonnello serbo Ivan Horvat è stato consegnato un certificato di apprezzamento e Ivan Hlibov ha ricevuto un'istruzione .
Il reggimento Hadjač-Myrhorod dei cosacchi ucraini (1.390 uomini) arrivò per costruire la fortezza e completò i lavori principali in quattro mesi: dal 12 giugno all'ottobre 1754. Durante i lavori morirono 72 ucraini, 233 si ammalarono, 855 fuggirono nel Sič .

Stemma della città

Il Forte di Sant'Elisabetta prese parte alle ostilità solo una volta. Ciò accadde durante la Guerra russo-turca (1768-1774), la prima campagna della quale iniziò nel 1769 con l'invasione dell'Ucraina da parte del Khan Kirim Girey di Crimea. Il 4 gennaio, l'esercito turco-tartaro da lui guidato, composto da 70.000 uomini, attraversò il confine e il 7 gennaio si fermò vicino alla fortezza dove si nascondeva il generale Isakov con la guarnigione e i residenti locali. I Crimeani saccheggiarono i villaggi circostanti e ridussero in schiavitù i residenti locali, ma i difensori della città respinsero con successo gli attacchi tartari e scacciarono gli invasori. Questa fu l'ultima campagna dei tartari di Crimea in Ucraina .
Nel 1775 il Forte di Sant'Elisabetta perse definitivamente il suo significato difensivo, nel 1784 fu liquidata e tutta l'artiglieria fu trasportata a Cherson. A poco a poco, nel corso di diversi anni, la fortezza fu disarmata. Nel 1794 qui erano ancora immagazzinate 162 armi da fuoco, che servivano a 277 tiratori. Cannoni e rifornimenti di artiglieria furono esportati nelle città di confine, principalmente a Cherson. Nell'aprile 1795, 5 cannoni furono inviati a Novomyrhorod. Nell'ex fortezza sono sopravvissuti solo due cannoni: sono installati su piedistalli di pietra all'ingresso dell'ex cancello principale .

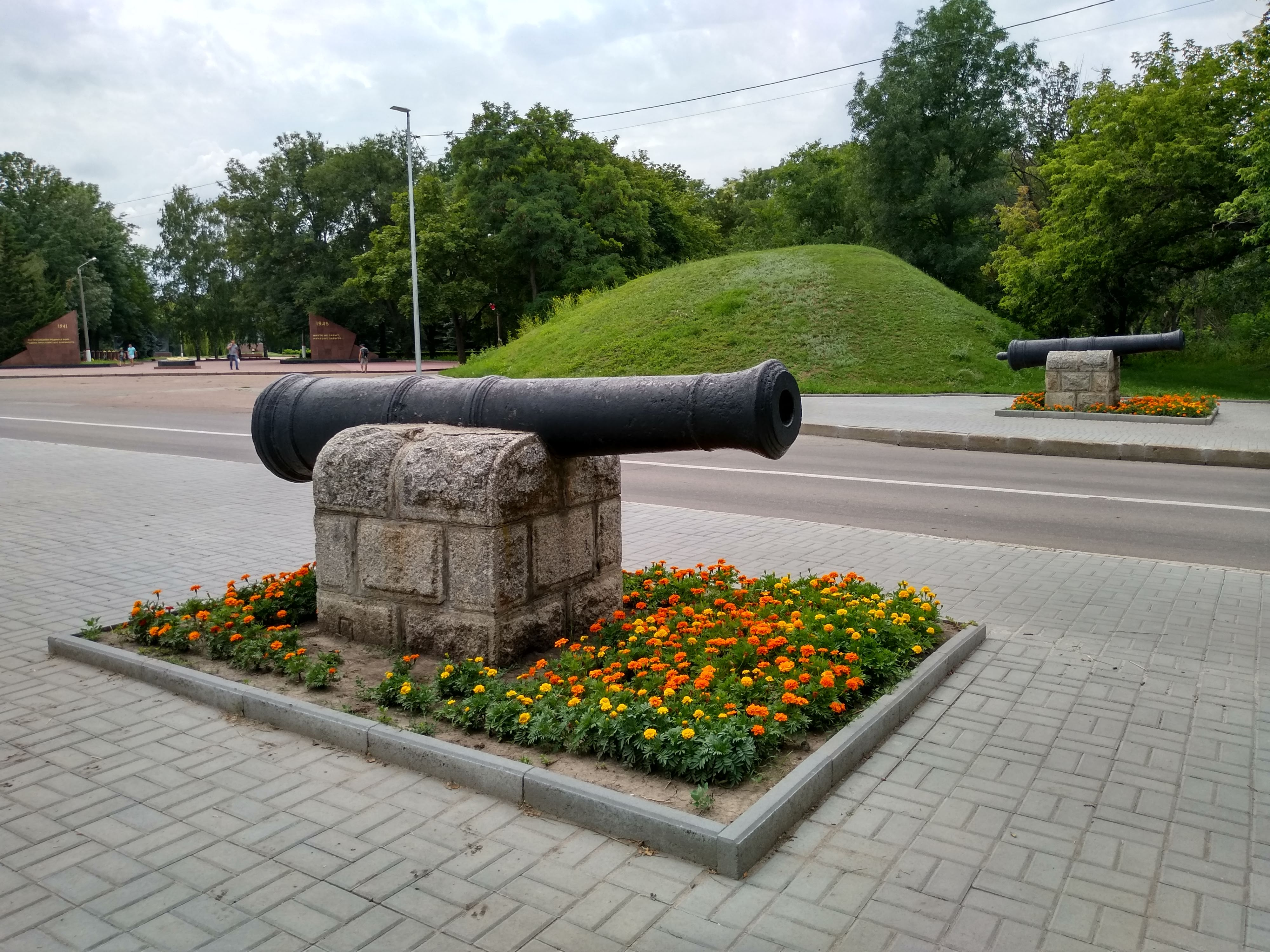
Pistole all'ingresso dell'ex cancello principale

La completa cancellazione dello status di fortezza avvenne il 15 marzo 1805. La guarnigione fu sciolta, ma la caserma ospitò per molti anni un battaglione (tre compagnie). Il contorno della fortezza divenne lo stemma della città . 
Sul territorio dell'ex fortezza si trovano complessi commemorativi dedicati agli eroi della Seconda Guerra Mondiale e della Guerra russo-ucraina (2014-).
. Nel 2016 è stato eretto anche un memoriale alle vittime dell'Holodomor (la città perse 2.238 abitanti nel 1932-1933) .
Nell'estate del 2021, un blogger straniero ha visitato per la prima volta questa fortezza. Alex van Terheyden, conosciuto su YouTube come il Wondering Englishman. Durante un viaggio in Ucraina, ha visitato Kropyvnyc'kyj e ha girato un video di 45 minuti sui monumenti della città, prestando attenzione alla Forte di Sant'Elisabetta .
Oggi si è conservato l'85% degli edifici della fortezza, compresi tutti i bastioni, la maggior parte dei rivellini, delle scarpate, delle cortine e degli spalto, ma sono molto trascurati e necessitano di un serio restauro (perché non scompaiano nel tempo, sono stati proposte regolari per ricoprirli con strati di cemento, ma a causa dell'alto livello di corruzione nel paese (dal 2018, l'Ucraina è il paese più povero e corrotto d'Europa), non sono mai stati presi in considerazione dalle autorità locali .

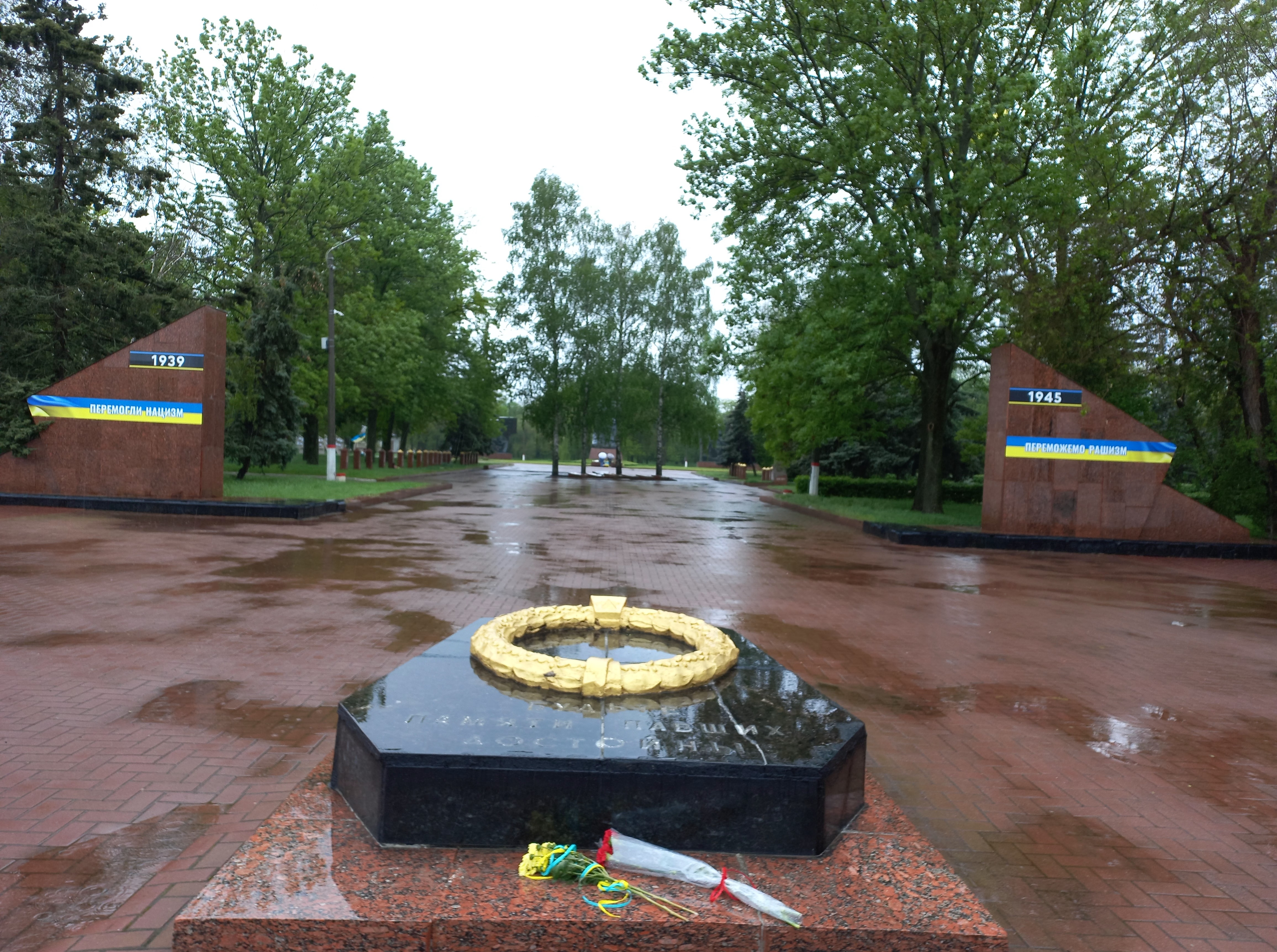
Ingresso al cimitero militare
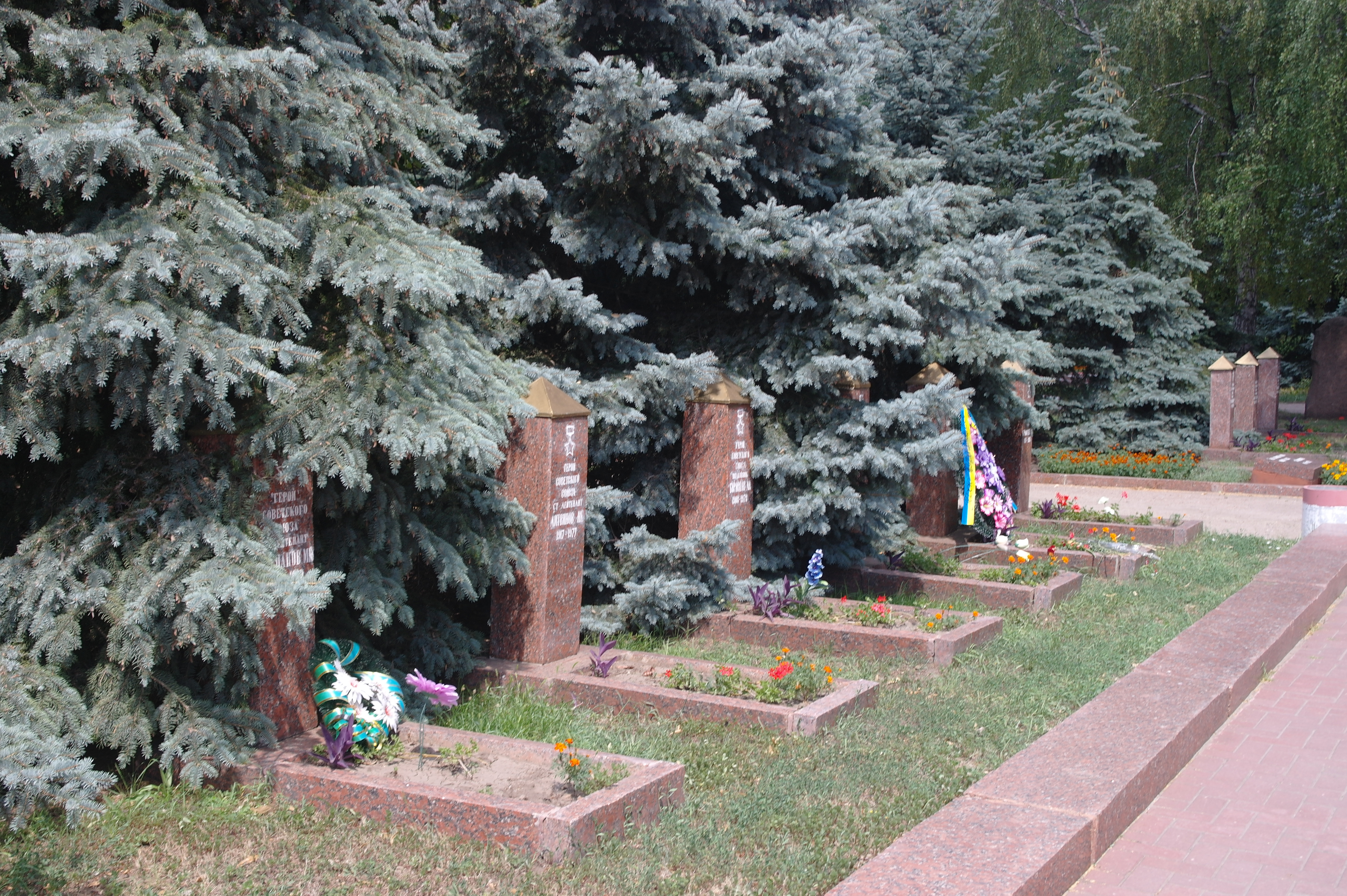
Tombe
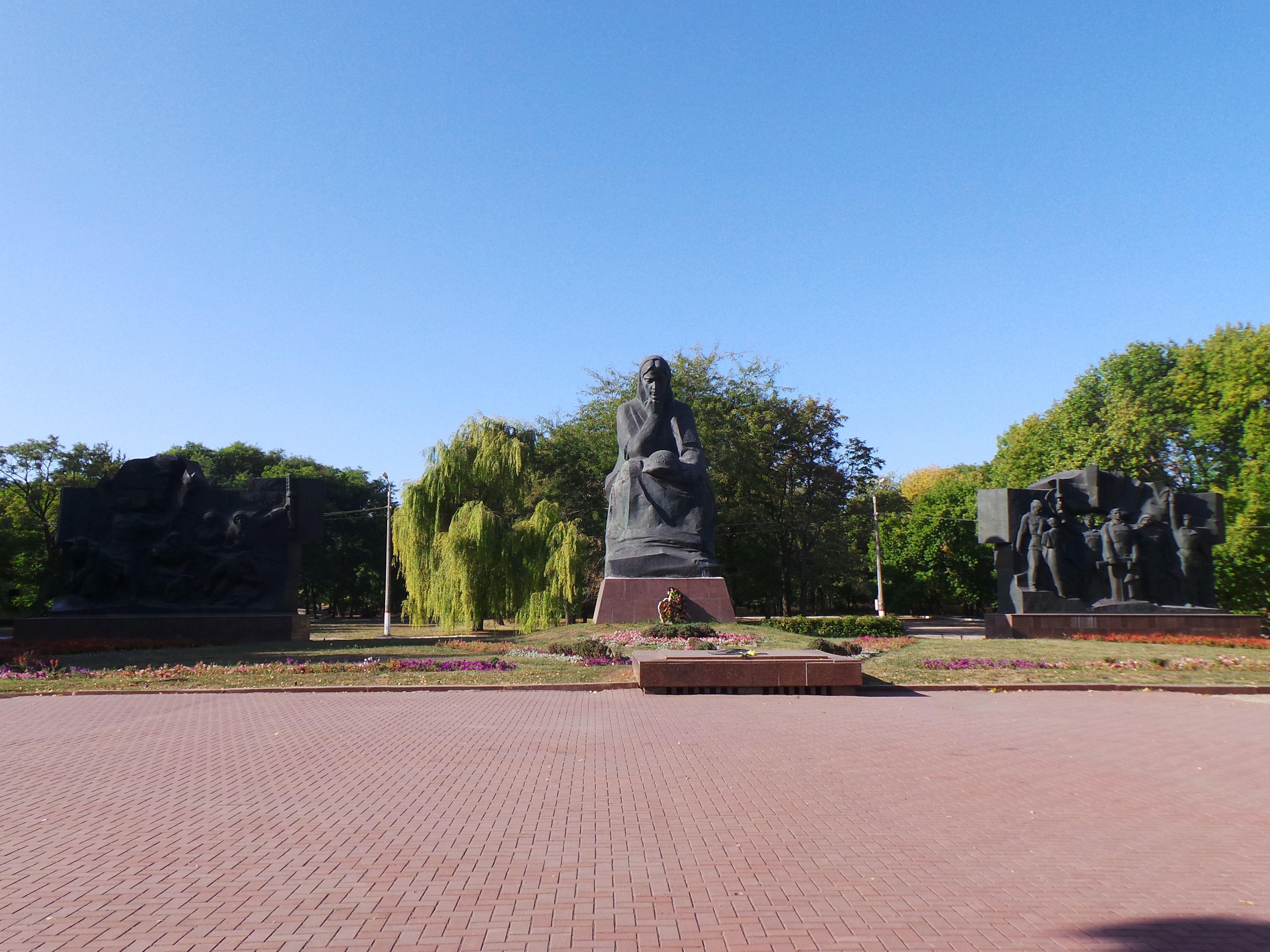
Monumenti
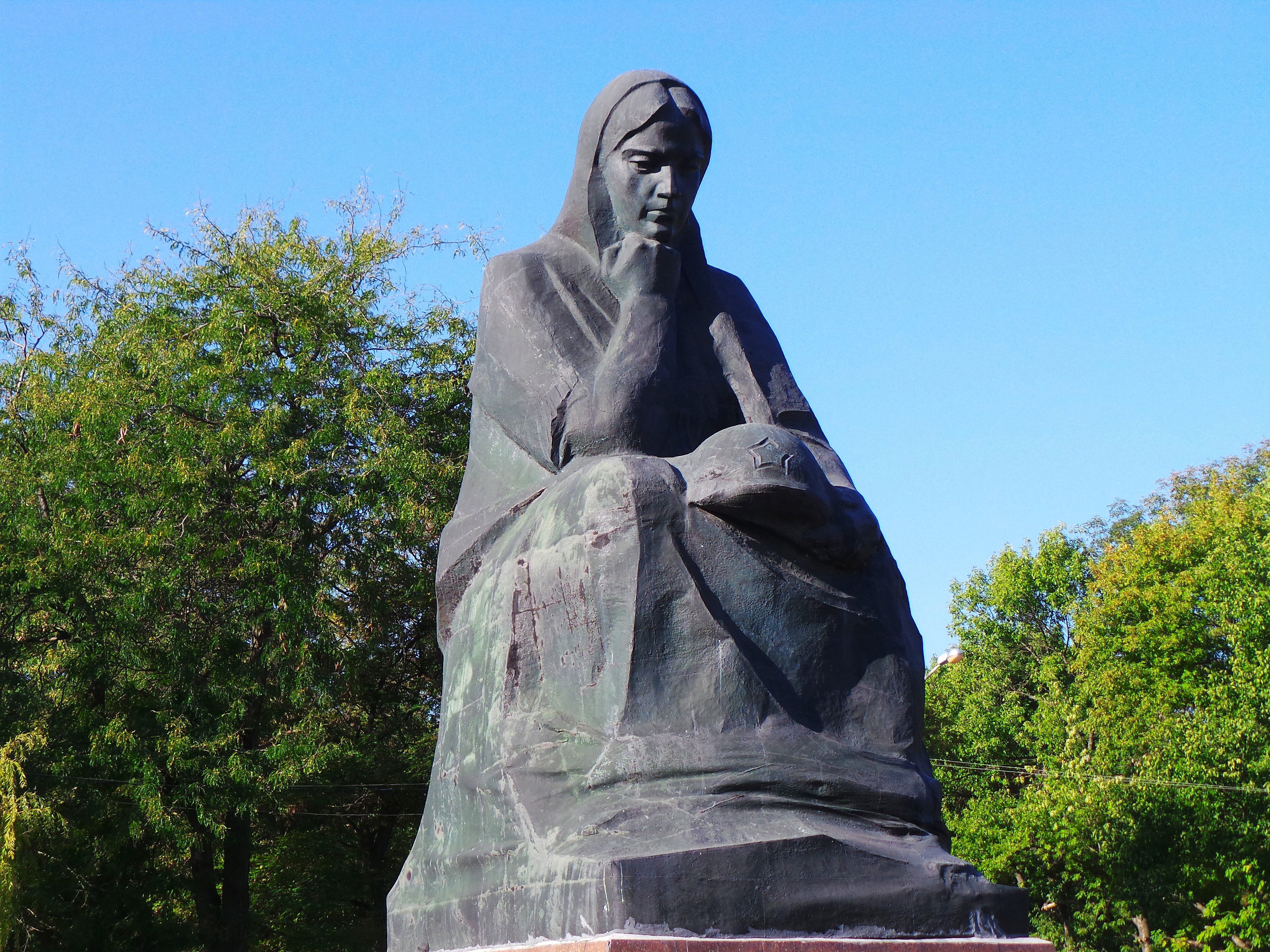
Monumento "Patria in lutto"
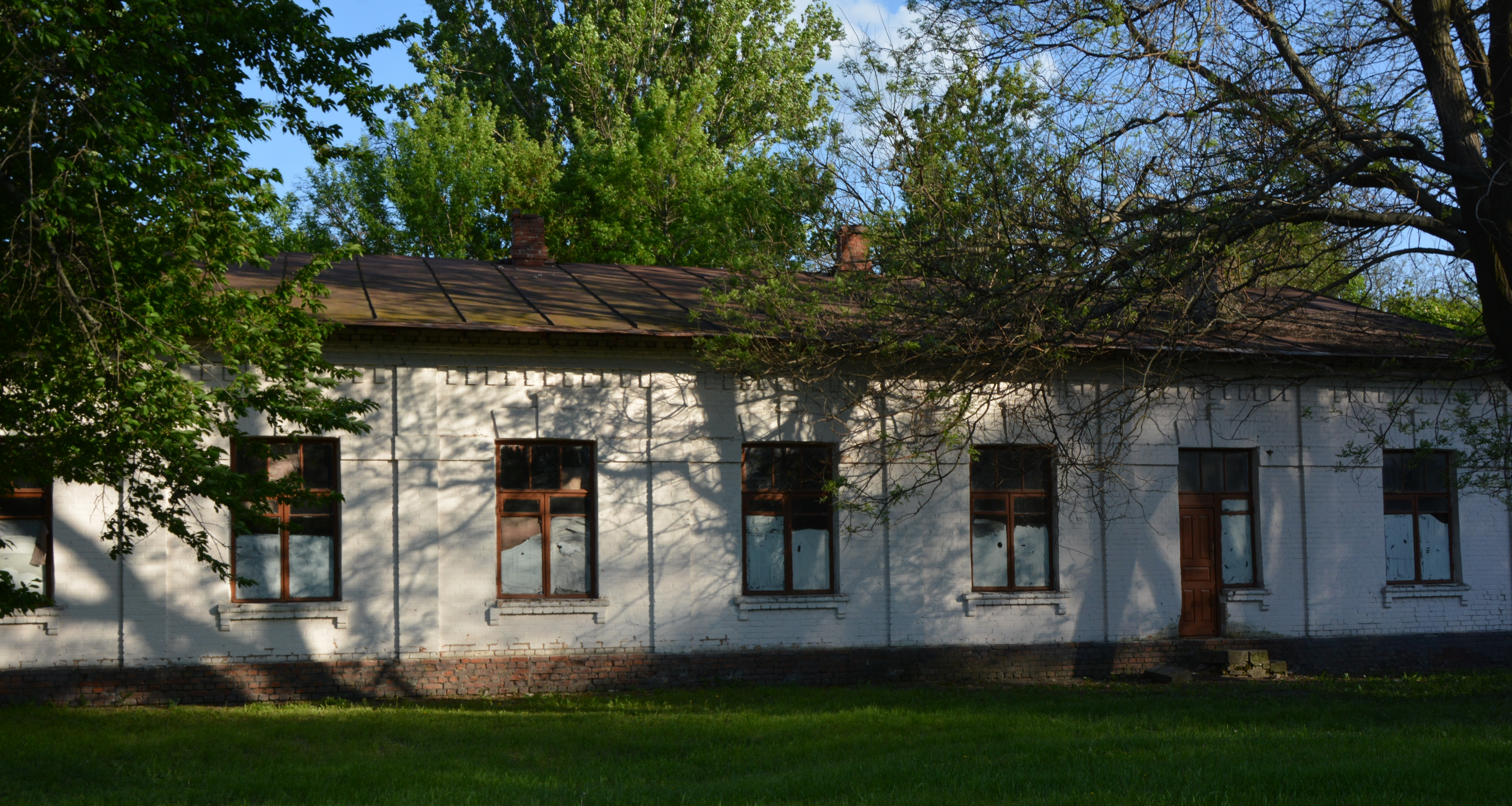
Edificio medico
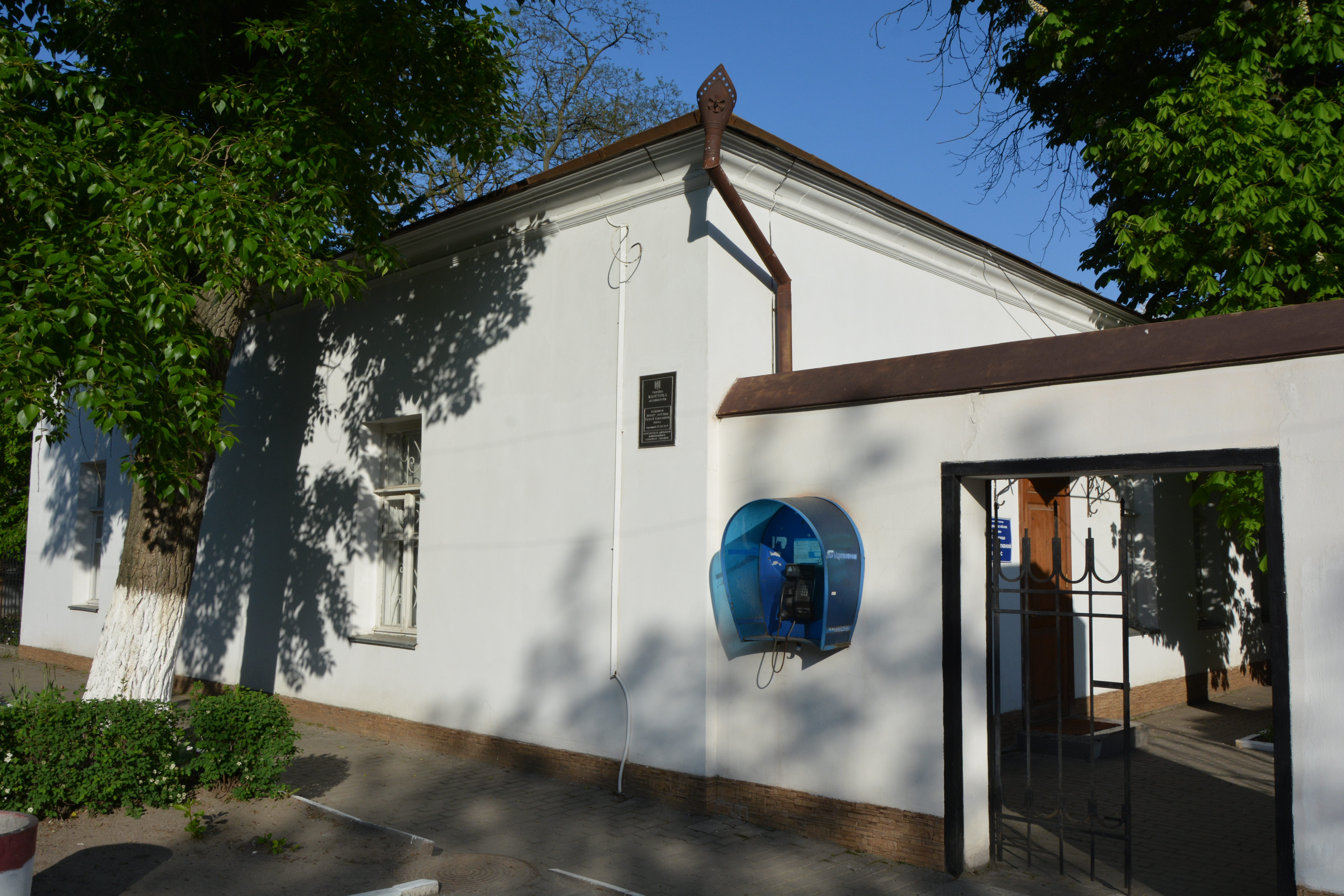
Quartier della fortezza
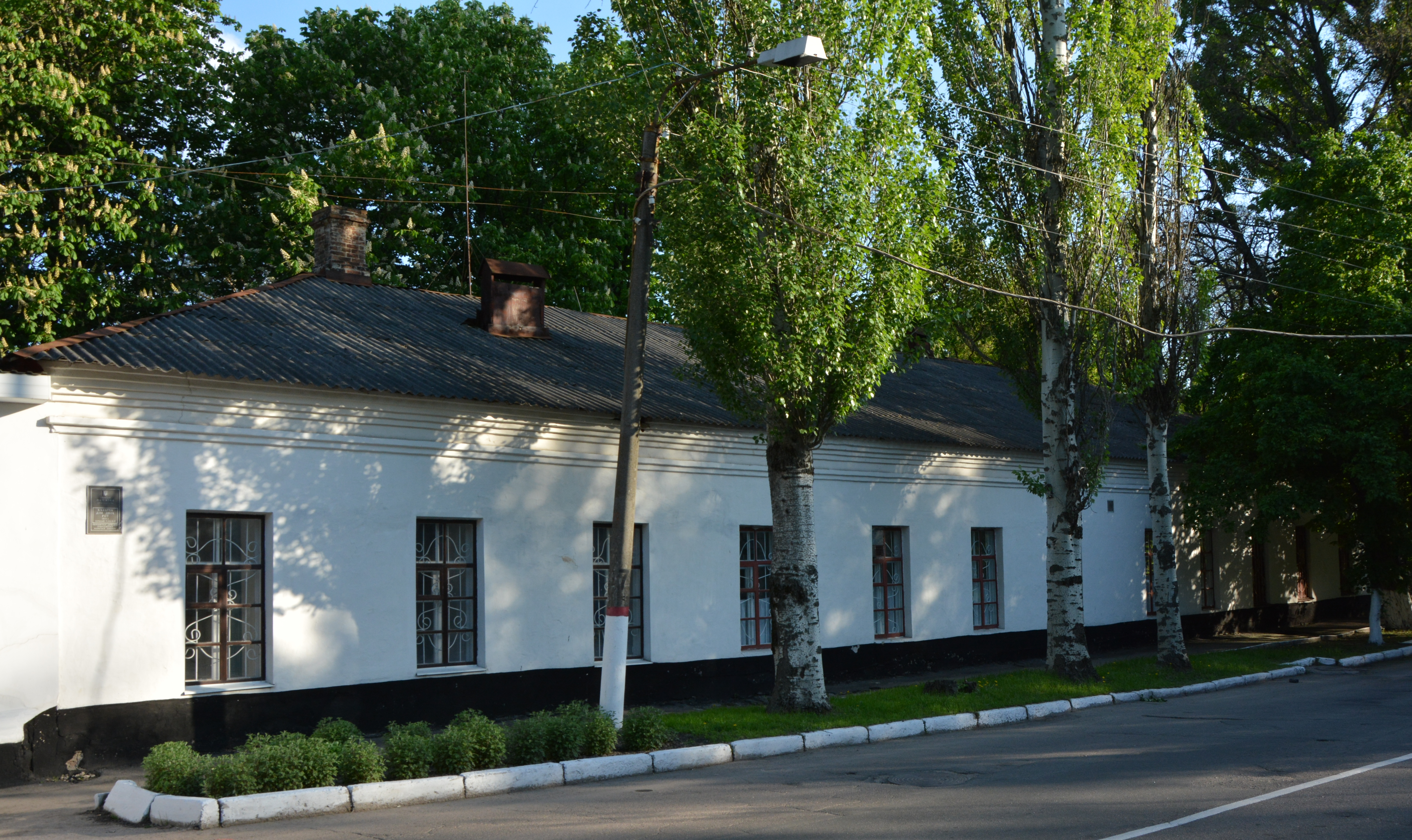
Caserme per le aziende
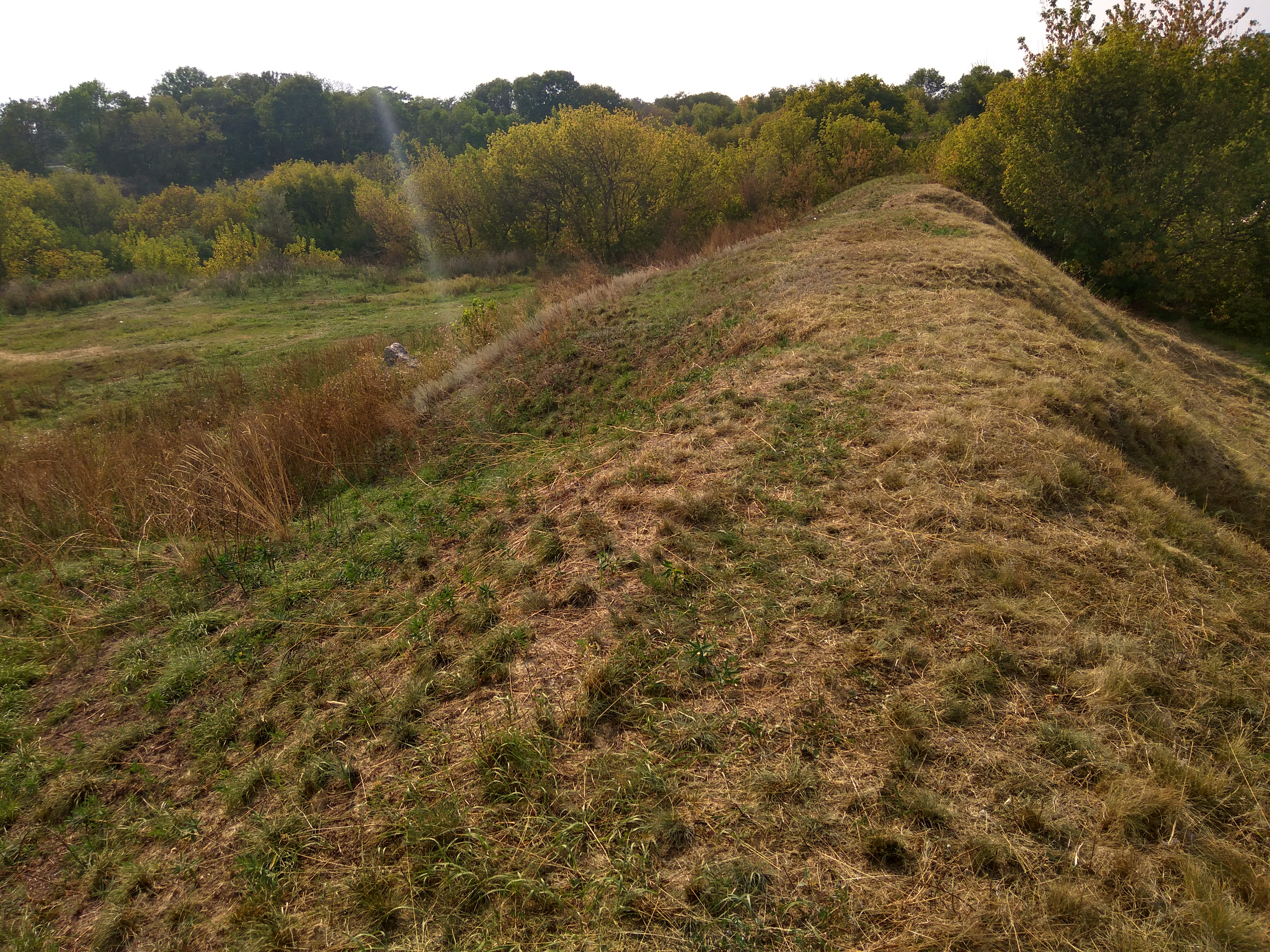
Resti di fortificazioni in terra
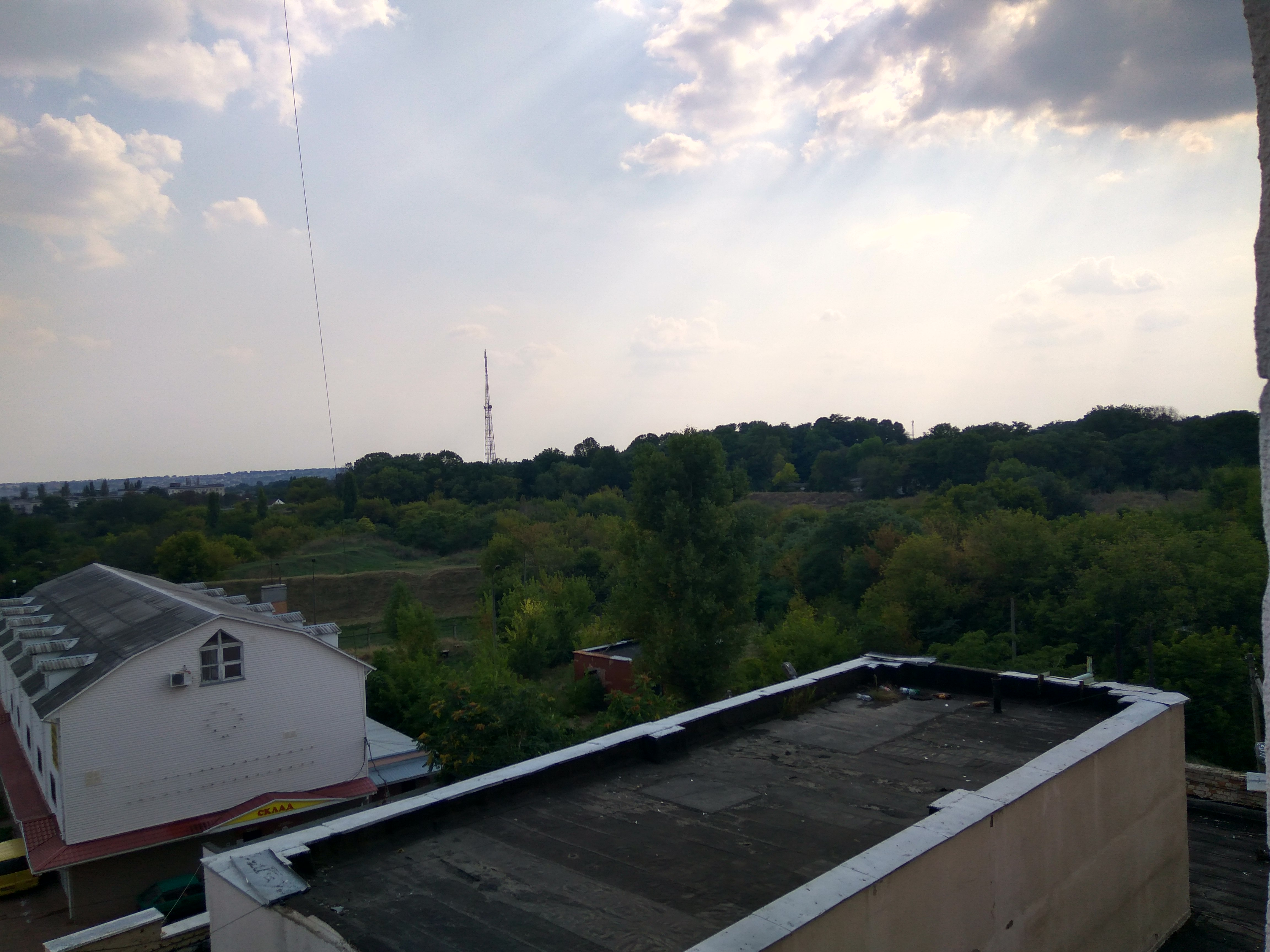
Vista dall'alto
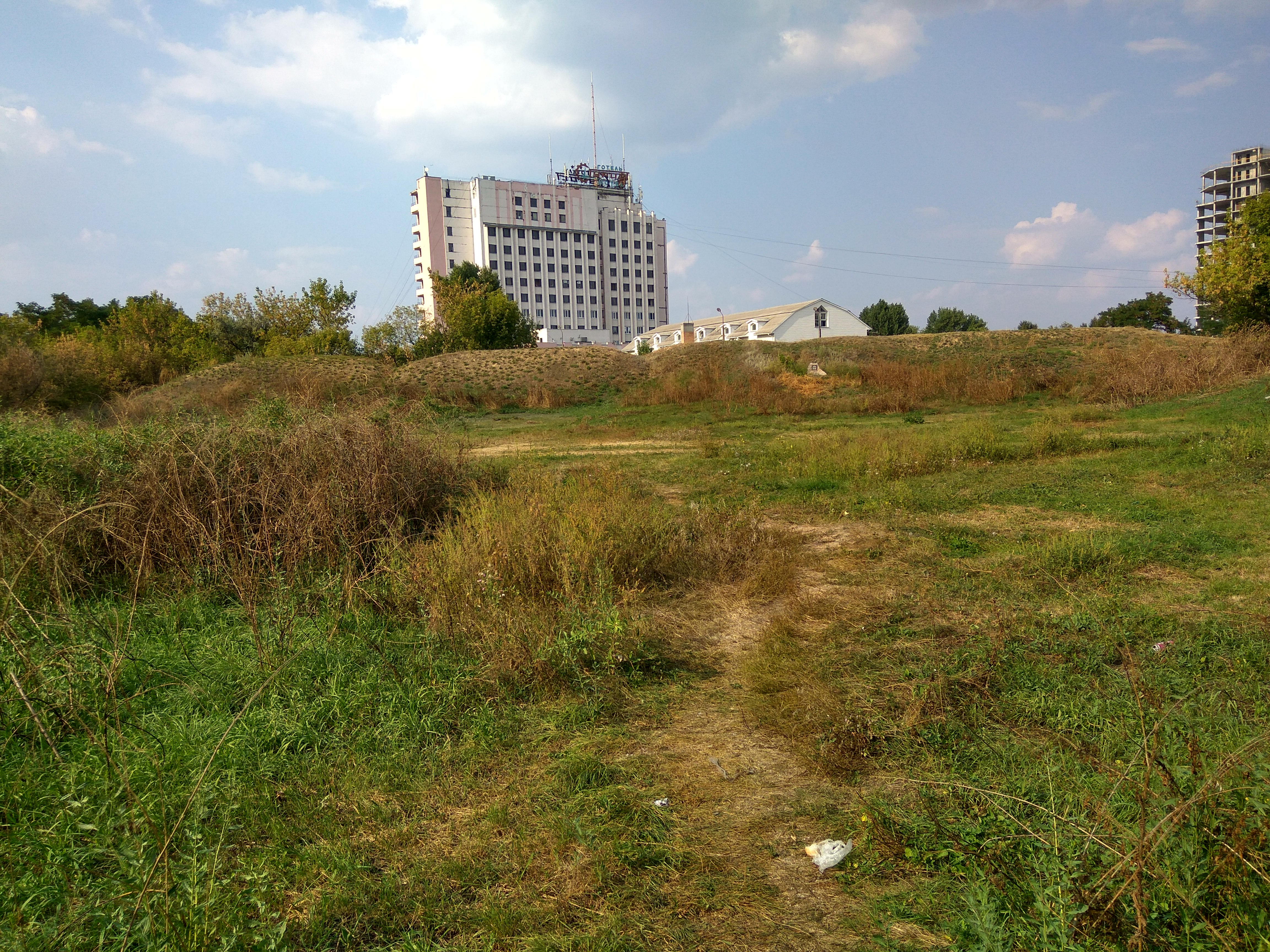
La parte settentrionale delle mura
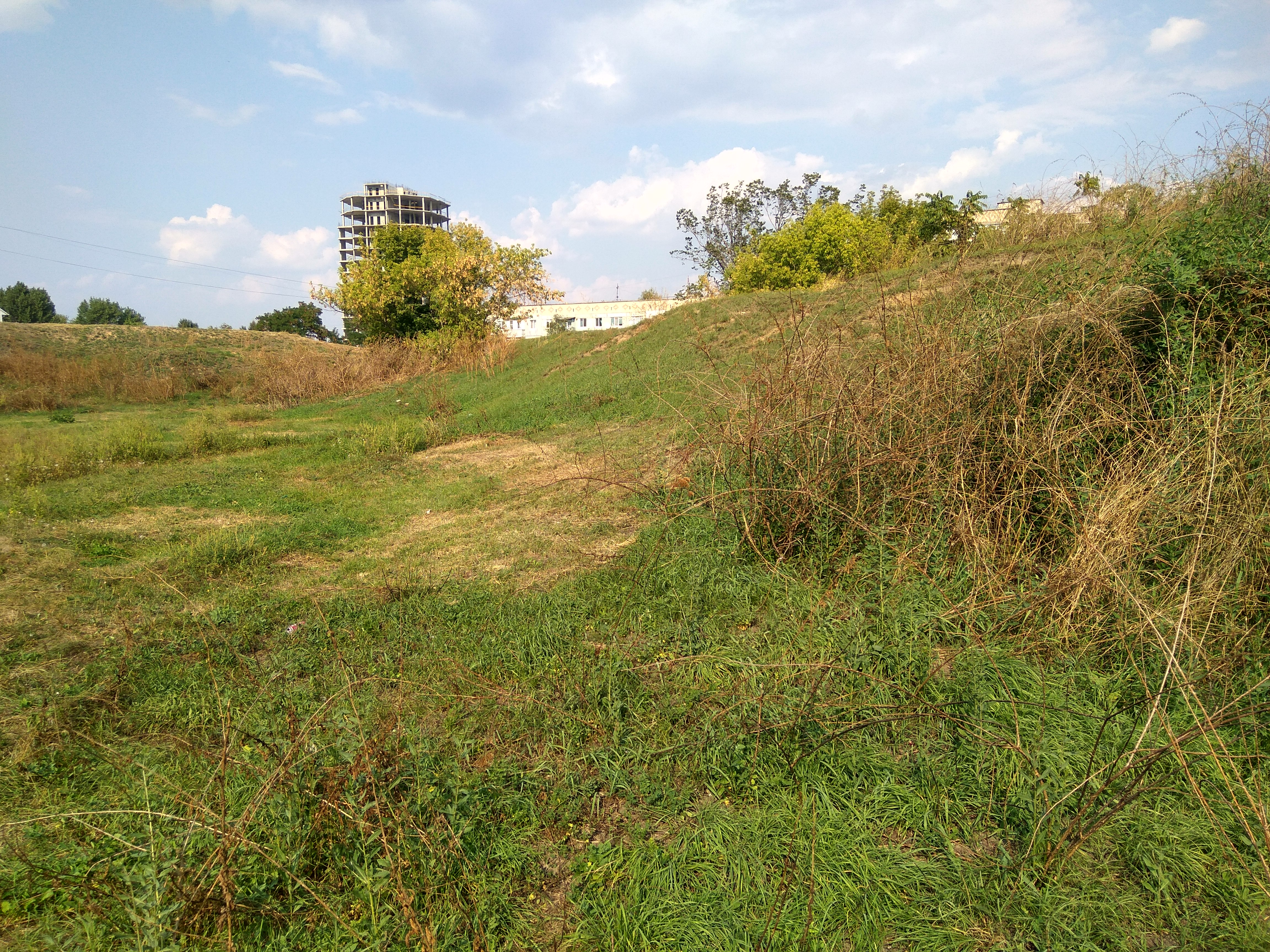
La parte orientale
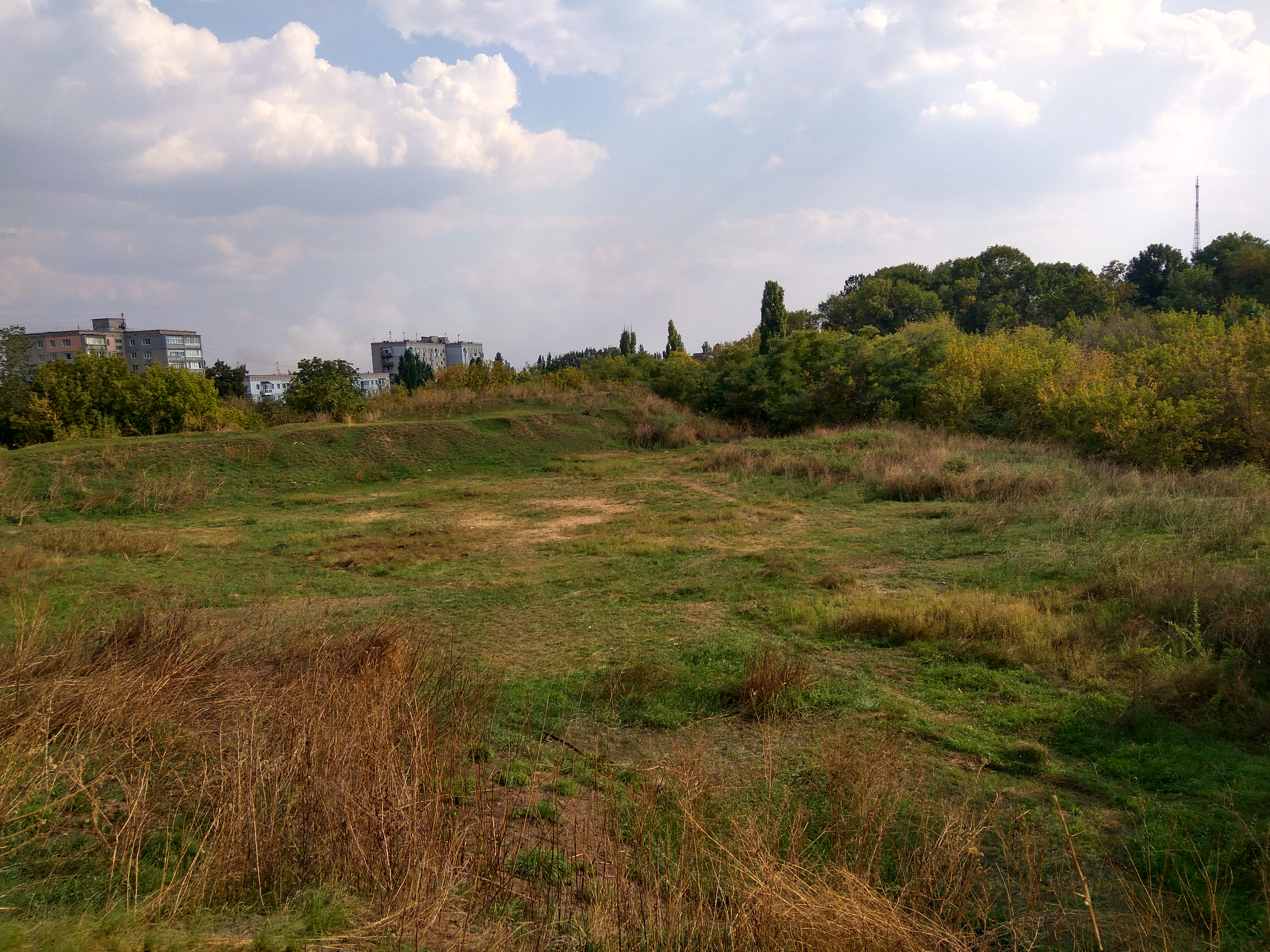
La parte occidentale
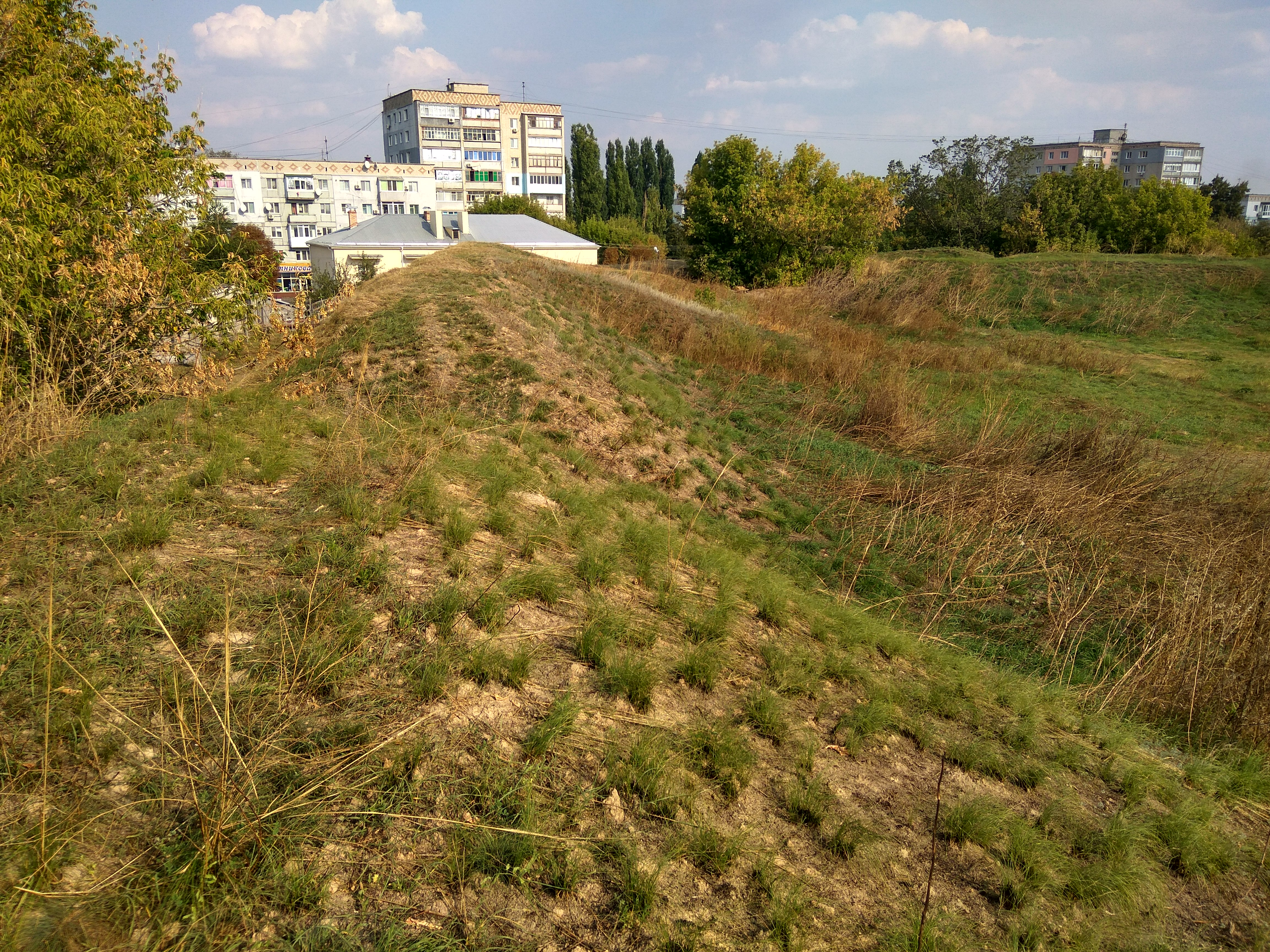
La parte meridionale